# Hádditjávrre
Hádditjávrre är en sjö i Jokkmokks kommun i Lappland och ingår i Piteälvens huvudavrinningsområde. Sjön har en area på 1,48 kvadratkilometer och ligger 948 meter över havet. Sjön avvattnas av vattendraget Hádditjåhkå.
Tidigare var sjöns namn Pieskejaure - ett namn härletts från berget Bieskevárásj på norra sidan av sjön. Det nuvarande namnet är härlett från berget Háddit på sjöns södra sida.

## Delavrinningsområde
Hádditjávrre ingår i det delavrinningsområde (745188-153989) som SMHI kallar för Utloppet av Pieskejaure. Medelhöjden är 1 108 meter över havet och ytan är 20,06 kvadratkilometer. Det finns inga avrinningsområden uppströms utan avrinningsområdet är högsta punkten. Hádditjåhkå som avvattnar avrinningsområdet har biflödesordning 2, vilket innebär att vattnet flödar genom totalt 2 vattendrag (Varvvekjåhkå, Piteälven) innan det når havet efter 369 kilometer. Avrinningsområdet består mestadels av kalfjäll (85 procent). Avrinningsområdet har 1,83 kvadratkilometer vattenytor vilket ger det en sjöprocent på 9,1 procent. Delavrinningsområdet täcks till 4,78 procent av glaciärer, med en yta av 0,9606 kvadratkilometer.

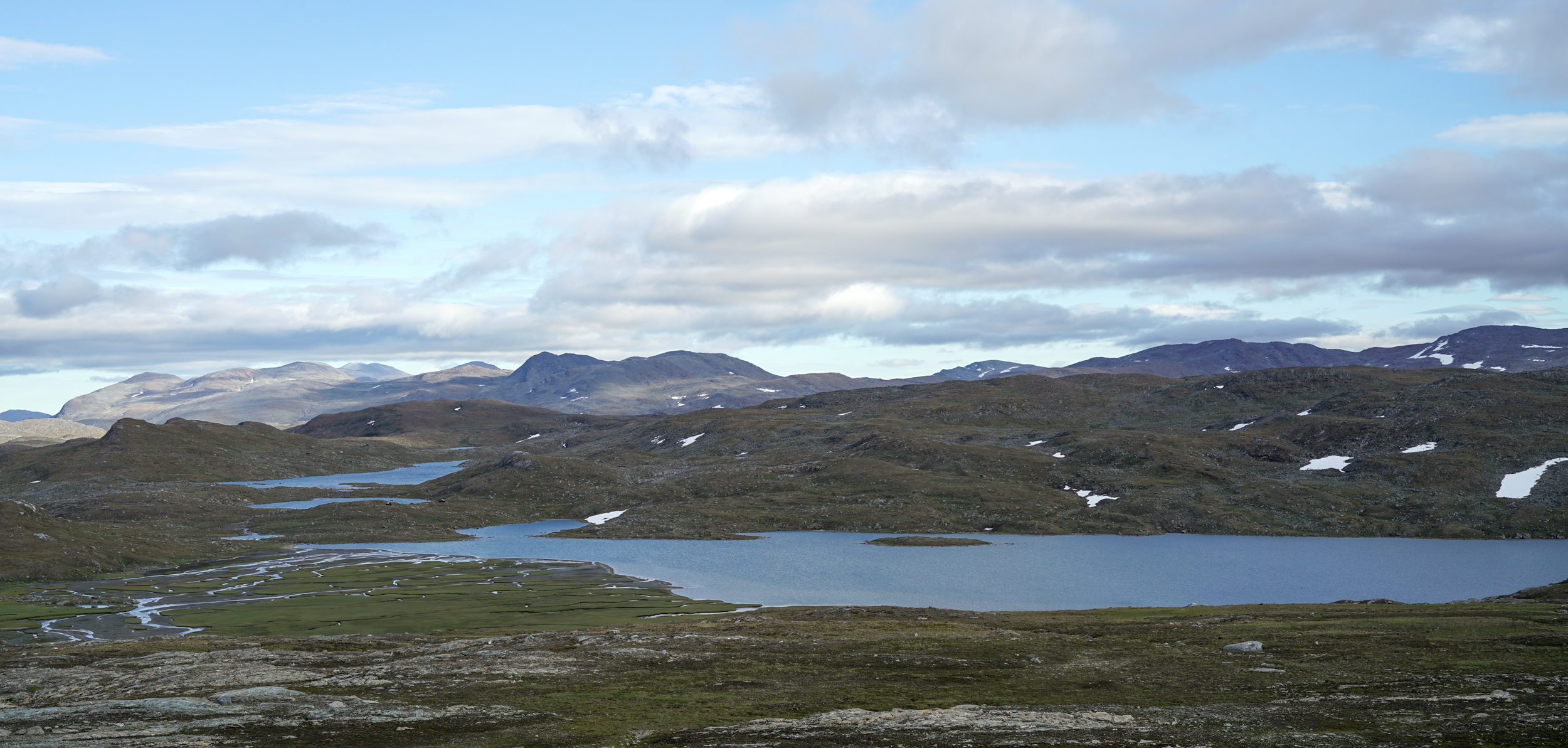
Norra delen av Hádditjávrre - vy mot öster.